# Felicità
Felicità (укр. Щастя) — студійний альбом італійського поп-дуету Аль Бано і Роміна Пауер, приблизно сьомий за рахунком. Записаний у німецький студіях «Union Studios» і «Arco Studios» і виданий на італійському лейблі Baby Records у 1982 році. Містить пісні «Felicità», «Prima Notte D'Amore», «Sharazan», «Il Ballo Del Qua Qua», які принесли гурту всесвітню популярність.
У Німеччині, Італії і Угорщині альбом вийшов за назвою «Aria Pura», у СРСР — «Al Bano e Romina Power» з видаленими піснями «Prima Notte D'Amore» та «Caro Gesu» чи з метою подешевшання ліцензії на видання або через некоректні тексти в піснях (відповідно еротичні та релігійні мотиви), у Іспанії — «Felicidad», спеціально для випуску якого тексти пісень було перекладено на іспанську мову та перезаписано вокальні доріжки у альбомі. Переклад іспанськoю мовою передумовив популярність у країнах Латинської Америки. Альбом був перевиданий кілька разів у 1990-х, з різними обкладинками й альтернативним списком/порядком композицій. У 2000-х вийшов на CD за назвою Aria Pura.

## Список композицій
1. Aria Pura / Чисте повітря (Пауер/Каррізі) — 03:12
2. Felicità / Щастя (Мінеллоно/ Де-Стефані/ Фаріна) — 03:13
3. Prima Notte D'Amore / Перша ніч кохання (Пауер/ Каррізі) — 02:55
4. Sharazan / Шаразан (Д'Аммікко/ Пауер/ Каррізі) — 04:45
5. Il Ballo Del Qua Qua / Танець ква-ква (В. Томас/ Т. Рендалл/ Раджі/ Пауер) — 02:52
6. Angeli / Ангели (Мінеллоно/ Фаріна) — 03:25
7. E Fu Subito Amore / І любов виникла миттєво (Пауер/ Каррізі) — 03:59
8. Canto Di Libertà / Пісня Свободи (Пауер/ Каррізі) — 02:59
9. Caro Gesù / Дорогий Ієсус (Пауер/ Каррізі) — 03:30
10. Arrivederci A Bahia / Прощавання з Байєю (Мінеллоно/ Фаріна) — 03:02

## Учасники запису
- Аль Бано Каррізі — вокал
- Роміна Пауер — вокал
- Курт Кресс — ударні
- Гюнтер Гебауер — бас-гітара
- Матц Бйорклунд — гітари
- Джефф Бестоу — електричне піаніно, синтезатори
- Маріо Балдуччі, Сільвіо Подзлі, Морено Феррара, Паола Орланді, Лалла і Елоїза Планча, Сільвіо Аннікіаріко — бек-вокал
- Мюнхенський студійний оркестр під керівництвом Джана П'єра Ревербері